# Hymns by Johnny Cash
Hymns by Johnny Cash es el cuarto álbum del cantante country Johnny Cash lanzado el año 1959 y reeditado el 2002 con una canción extra llamada "It Was Jesus".

## Canciones
1. It Was Jesus– 2:08
2. I Saw a Man– 2:36
3. Are All the Children In– 1:58
4. The Old Account– 2:29
5. Lead Me Gently Home– 2:04
6. Swing Low, Sweet Chariot– 1:56
7. Snow in His Hair– 2:24
8. Lead Me Father– 2:31
9. I Call Him– 1:50
10. These Things Shall Pass– 2:20
11. He'll Be a Friend– 2:00
12. God Will– 2:24
13. It Was Jesus (Extra)– 2:04

## Personal
- Johnny Cash -Líder, Vocalista, Guitarra
- Al Casey - Guitarra
- Luther Perkins - Guitarra
- Don Helms - Guitarra
- Marshall Grant - Bajo
- Marvin Hughes - Piano
- Buddy Harman - Percusión